# Ome Henk slaat wild om zich heen
Ome Henk slaat wild om zich heen is het vierde album van Ome Henk, dat in 1994 werd uitgebracht. Op deze CD komen de volgende personages voor het eerst voor: Hakkie en Takkie, Harrie de Aso-hulpsinterklaas, Stinkie het enge rioolmonster en de Gallilejaas

## Tracklist
1. "Geen introduktie"
2. "Ome Henk tune"
3. "Stress"
4. "Arie de Beuker zingt tot u!"
5. "December"
6. "Moeve!"
7. "Sorry"
8. "Flappo reclame"
9. "Sorry (vervolg)"
10. "Slaolie"
11. "Rijles"
12. "Goedemorgen hier is de melkboer"
13. "Rijles (vervolg)"
14. "As het effe kan... Ja dan"
15. "Stinkie en de zeven geitjes"
16. "Het stripboek van Ome Henk"
17. "Gallileejie Repsodie"
18. "Het stripboek van Ome Henk (vervolg)"
19. "Afsluiting door Ed van Hooydonck"